# Blepharidachne
Blepharidachne là một chi thực vật có hoa trong họ Hòa thảo (Poaceae).

## Loài
Chi Blepharidachne gồm các loài: